# David Dunn (personaggio)
David Dunn, noto anche come il Sorvegliante, è un personaggio immaginario protagonista del film del 2000 Unbreakable - Il predestinato diretto da M. Night Shyamalan. Interpretato da Bruce Willis, compare brevemente nella scena conclusiva del film Split (2016) e fa ritorno nella pellicola Glass (2019), sempre diretti da Shyamalan.
Al contrario di molti altri supereroi, David Dunn non trae le sue origini da un fumetto o da un videogioco, ma è stato concepito per il cinema dalla mente di M. Night Shyamalan. Il personaggio è una comune guardia di sicurezza e, apparentemente, una persona come tante altre. Un giorno, tuttavia, si ritrova coinvolto in un terribile incidente ferroviario, da cui esce del tutto incolume. In seguito a questo avvenimento, Elijah Price (Samuel L. Jackson), un individuo afflitto da osteogenesi imperfetta, cerca di convincere David di essere un supereroe in possesso di abilità sovrumane.

## Biografia

### Unbreakable - Il predestinato
David Dunn è sposato con Audrey (con cui non ha più un rapporto sereno), ha un figlio di nome Joseph e lavora come guardia di sicurezza allo stadio di Filadelfia. All'inizio di Unbreakable - Il predestinato è l'unico sopravvissuto al deragliamento di un treno in cui sono perite 131 persone. Quando si risveglia sotto shock in ospedale, scopre di non essersi fatto neanche un graffio, come se fosse indistruttibile. La sua incredibile vicenda incuriosisce Elijah Price, soprannominato "L'uomo di vetro", un personaggio misterioso e decisamente inquietante che invece, a differenza di David, sembra imprigionato in un corpo fragilissimo, essendo afflitto da osteogenesi imperfetta. Elijah è convinto che David sia il suo esatto opposto: in un primo momento sollecita un incontro chiarificatore con un biglietto allarmante («Qual è l'ultima volta che sei stato male?»), poi comincia ad assediare l'esitante David, intrufolandosi nella vita della moglie in crisi Audrey e del figlio Joseph e costringendolo a rianalizzare il suo passato.
David scopre così che la fine della sua promettente carriera di giocatore di football non fu dovuta a un grave incidente, ma a un atto d'amore nei confronti di Audrey (che disprezzava gli sport violenti). Inoltre, Dunn scopre di possedere una forza sovrumana e di avere la facoltà di indovinare gli istinti criminali di tutte le persone che tocca. Una volta acquisita piena coscienza della sua condizione, consigliato da Elijah, David decide di mettere a buon fine i propri poteri, riuscendo a salvare due ragazzi dalle mani di un maniaco. Da questa nuova consapevolezza e ritrovata fiducia in se stesso, David riesce anche a salvare il matrimonio con Audrey ed il rapporto con il figlio Joseph, per poi scoprire, alla fine, la vera natura di Elijah, autore di alcune atroci stragi finalizzate al cercare proprio il suo opposto ed a provare così la sua teoria. Scoperta questa verità, David denuncerà Elijah per atti terroristici.

### Split
In Split, ambientato circa quindici anni dopo il film precedente, David Dunn si trova in una tavola calda mentre ascolta il notiziario sugli omicidi compiuti da Kevin Wendell Crumb, soprannominato L'Orda per via delle molteplici personalità. Dal suo sguardo si evince che sarà lui stesso ad intervenire per fermare la nuova minaccia.

### Glass
In Glass David Dunn viene arrestato insieme a Kevin Wendell Crumb in seguito ad un combattimento contro la Bestia, personalità sovrumana dell'uomo. Entrambi vengono trasportati nell'ospedale psichiatrico in cui si trova rinchiuso Elijah Price, il quale ha assunto l'identità di Mr. Glass. Nella struttura la dottoressa Ellie Staple tenta di convincere i tre dell'inesistenza dei supereroi: in particolare David sarebbe semplicemente un uomo molto forte dotato di grandi abilità deduttive inconscie. I dubbi insinuati dalla dottoressa vengono però fugati da Glass il quale, evaso insieme alla Bestia, informa David che lui e il compagno si stanno dirigendo all'inaugurazione di un grattacielo: a meno che David non li fermi, i due causeranno una strage. David è dunque costretto a mettere la propria forza alla prova contro la porta d'acciaio della propria cella la quale cede dopo poche spallate. David affronta dunque la Bestia alla pari ma quest'ultima lo sconfigge gettandolo in un serbatoio d'acqua dal quale David esce estremamente indebolito. Uno degli uomini della Staple afferra ed annega David in una pozzanghera: la donna infatti appartiene ad una società segreta il cui scopo è celare l'esistenza dei supereroi. Poco dopo la morte di David, Glass (ucciso dalla Bestia) e di Kevin (ucciso da un altro uomo della Staple con un fucile) i filmati delle telecamere di sicurezza dell'ospedale (che mostrano le capacità sovrumane di David e della Bestia) vengono inviati alla signora Price, a Joseph Dunn ed a Casey Cooke: i tre decidono di pubblicare i video in rete rendendo pubblica l'esistenza dei supereroi.

## Ideazione
David Dunn nasce dalla penna di M. Night Shyamalan alla fine degli anni novanta, per la precisione durante le riprese de Il sesto senso (1999). Con Dunn, Shyamalan voleva mostrare la sua personale interpretazione di supereroe, distanziandosi dall'iconografia classica dei Marvel e DC. Egli, infatti, sezionò il concetto di supereroe e ne inserì gli elementi fondanti in un contesto di assoluta quotidianità, ovvero la vita ordinaria e deprimente di una guardia di sicurezza alle prese con la crisi del suo matrimonio. Shyamalan concepì inizialmente Unbreakable - Il predestinato come un film diviso in tre atti (la nascita dell'eroe e la scoperta dei suoi poteri, l'arrivo del cattivo ed infine la sua sconfitta per mano dell'eroe). In un secondo momento, però, Shyamalan decise di scrivere solo una storia sulle origini dell'eroe. Bruce Willis fu l'unica scelta per il ruolo di David Dunn e l'attore fu approcciato al ruolo già durante le riprese de Il sesto senso.

## Caratteristiche
David è dotato di una forza sovrumana che gli permette di piegare l'acciaio a mani nude, lanciare lontano un grosso tavolo, respingere la carica di quattro uomini e sfondare una porta di metallo. Il suo corpo è immune a tutte le malattie ed è praticamente invulnerabile, riuscendo a sopravvivere ad un incidente ferroviario senza alcun danno e resistere alla stretta della Bestia, un essere in grado di spezzare la spina dorsale di una persona. Possiede anche una sorta di percezione extrasensoriale con cui riesce a vedere le malefatte compiute e i possibili atti malvagi delle persone che lo circondano solo con un brevissimo contatto fisico. David ha un unico punto debole, una propria kryptonite, l'acqua, poiché da bambino era quasi annegato in una piscina dandogli una fobia permanente. Nei suoi film, Shayamalan usa frequentemente l'acqua come un segno di morte o di debolezza (ad esempio anche gli alieni in Signs presentano il medesimo tallone di Achille). Le parole del collezionista Elijah Price descrivono perfettamente la natura di Dunn: nonostante le sue abilità sovrumane, l'eroe shyamalaniano è molto più simile a Batman – che «da subito errava in quell'atmosfera di cupa disperazione, di abbrutimento sociale, al di sopra del quale invece Superman si librava per calarsi magari in rare ed eroiche sortite» – che all'ultimo figlio di Krypton. Altra caratteristica che accomuna Dunn ad altri supereroi dei fumetti è il fatto di avere nome e cognome che iniziano con la stessa lettera (ad esempio Peter Parker, Bruce Banner, Matt Murdock).

## Accoglienza
David Dunn è stato accolto in maniera positiva dalla critica cinematografica, tanto che il regista Quentin Tarantino lo ha definito uno dei miglior personaggi interpretati da Bruce Willis. Roger Ebert ha affermato che Willis fornisce una buona interpretazione in Unbreakable, dimostrando di non essere solo un attore di film d'azione «senza cervello».